# ボランス
ボランス（英語: Bolans）またはボランズ（Bolands）は、アンティグア・バーブーダの都市。アンティグア島西部の港町で、セント・メアリー教区の行政中心地。人口は1,888人（2001年国勢調査）で、国内では5番目に多い。
ジョリー港に面しており、マリーナ・ドックヤードといった船舶関係の施設が整備されている。またビーチといった観光業も盛ん。